# Carly Bilson
Carly Bilson (18 de febrero de 1981) es una deportista australiana que compitió en remo como timonel. Ganó dos medallas en el Campeonato Mundial de Remo, en los años 2001 y 2002.

## Palmarés internacional
| Campeonato Mundial | Campeonato Mundial | Campeonato Mundial | Campeonato Mundial |
| Año                | Lugar              | Medalla            | Prueba             |
| ------------------ | ------------------ | ------------------ | ------------------ |
| 2001               | Lucerna (Suiza)    | Medalla de oro     | Ocho con timonel   |
| 2002               | Sevilla (España)   | Medalla de plata   | Ocho con timonel   |